# Jan Zachariáš Quast
Jan Zachariáš Quast (23. října 1814, Pirkenhammer u Karlových Varů (dnes Březová) – 9. srpna 1891 Písek) byl český malíř obrazů, zejména miniatur, porcelánu a skla z 19. století.

## Životopis
Jan Zachariáš Quast byl druhorozeným synem malíře Konráda Ferdinanda Quasta. V devatenácti letech odešel na zkušenou do Německa (Saská Kamenice, Lipsko, Berlín, Míšeň, Drážďany), v roce 1834 cestoval do Vídně. Další rok navštívil opět Německo (Bayreuth, Bamberg, Norimberk a Ansbach), v roce 1836 se znovu vrátil do Prahy, kde se natrvalo usadil. V letech 1838–1839 studoval na Akademii v Praze u Františka Tkadlíka. Měl dílnu v budově Platýzu (v té době v majetku šlechtické rodiny Daubků) na Národní třídě (v té době Neue Allee 984 – I).
V roce 1856 se pokusil odcizit hostii v chrámu sv. Jindřicha na Novém Městě Pražském, byl krátce internován v léčebně a na aféru se časem zapomnělo. V padesátých a šedesátých letech hodně cestoval (Polsko, Maďarsko, Rakousko, Německo), nakupoval a dojednával zakázky. V těchto letech se  manželům Quastovým narodilo 12 potomků (dospělosti se z nich dožilo devět). V letech 1869–1871 pracoval v Lenoře pro sklářského podnikatele Wilhelma Kralika jako umělecký ředitel (vedoucí malírny). V době zakázky pro egyptského vládce se připojil ke stávkujícím zaměstnancům, což ho samozřejmě stálo místo (ale zaměstnanci dostali přidáno).
V roce 1871 se odstěhoval do Písku, kde si krátce předtím otevřel fotoateliér jeho nejstarší syn Ferdinand Konrad Quast (1843–1877). Po smrti (sebevraždě) syna Ferdinanda Konrada Quasta vedla písecký fotoateliér dcera Karolína (* 1850, zůstala neprovdána, její syn Adolf zemřel v roce 1878). Quast získal v Písku roku 1890 domovské právo. Celá rodina se věnovala fotografii, sám Jan Zachariáš bral i drobné zakázky, aby uživil rodinu (štítky na dveře, dýmky, apod.). Byl váženým občanem, o jeho práci psal denní tisk regionální i celostátní, jeho práce vysoce cenili Jan Neruda a Karel Purkyně, v posledním roce života vystavoval několik prací v Praze s velmi příznivým ohlasem. A kolekci jeho prací koupil v roce 1890 korunní princ Rudolf.
Zemřel a byl pochován v Písku.

### Rodinný život
- První dcera Jana Zachariáše Quasta – Julie se narodila 14. dubna 1842.[6] S jeho matkou Eleonorou Zuzanou Dechantovou (*1821)[7] se Jan Zachariáš Quast oženil 5. listopadu 1843.[8] (Téhož roku získal povolení k provozování živnosti malíře porcelánu.)
- Manželům Quastovým se narodilo 12 potomků (dospělosti se dožilo devět).[9][4]
- Zemřel v Písku 9. srpna 1891, pohřben byl 11. 8. tamtéž. Jeho manželka Eleonora Zuzana jej přežila o měsíc – zemřela 10. září 1891.[10]

### Nepřesnost životopisných údajů
V základní literatuře je mnoho chybných údajů – data narození uvádí mylně slovník Thieme-Becker, a jiní, data úmrtí např. Ottův slovník naučný a jiní. Upřesňující údaje uvádí monografie Jana Hořavy a kol. Velmi křehké obrazy z roku 2014.

## Dílo
Quastovo dílo došlo uznání doma i v zahraničí. Ocenění získal na výstavách v Londýně 1838, New Yorku 1853, Paříži 1855 a mnoha jiných.

### Portréty
Portréty maloval Quast především na porcelánové destičky z porcelánek v Březové nebo v Klášterci nad Ohří, méně na porcelánové dýmky, vzácně maloval akvarelem či olejem. K pochopení obtížnosti malby na porcelán je nutno zdůraznit, že jde o malbu na bázi kysličníků kovů s následným vypálením v peci, malíř maluje nebarevnými práškovými pigmenty a výsledné barevné ladění vidí až po vypálení prakticky bez možnosti korektur. Výhodou malby na porcelán je trvalá zářivost barev, rezistence vůči zevním vlivům, nevýhodou je fraglita porcelánového podkladu. V porovnání s jinými technikami jde o podstatně obtížnější typ malby.
Ve vrcholném období portrétní tvorby (asi v letech 1840–1860) navazoval Quast na klasicistní a biedermaierskou miniaturu. Rukopis je uvolněný, precizně provedený obličej je často obklopen malbou pozadí a textilií velkoplošnými tahy štětcem v kontrastu k minucioznímu provedení podoby portrétovaného. Z tohoto období patří k vrcholným pracím portréty jeho dětí a několika málo bližších osob. Kvalita objednávkových portrétů někdy kolísá, což je dáno zřejmě chvatnou prací na více zakázkách. V letech asi 1860 až 1891 většina jeho podobizen svádí boj s rozmáhající se fotografickou technikou. Snaží se úspěšně o fotografickou dokonalost malby, znásobenou barevností. Současně ovšem získávají jeho portréty strnulost typickou pro fotografie té doby. Jeho podobizny předstihují fotografické ve všech směrech kromě ceny a rychlosti zhotovení, takže ke konci života zakázek významně ubývá.

### Malby na skle
Malby na skle jsou technicky obdobou malby na porcelánu, ve třetí čtvrtině 19. století je jediným v Čechách, kdo ovládá tuto náročnou techniku. Dostává významné zakázky od excísaře Ferdinanda Dobrotivého na malbu oken pro kapli v Zákupech (sv. Vácslav a sv. Lidmila podle návrhů Viléma Kandlera) v roce 1854, v roce 1857 pak od Rohanů zakázku na výzdobu Sychrova. Nejvýznamnější zakázkou jsou okna pro Velechrám sv. Víta v Praze (pro závěrovou kapli Jana Křtitele a Panny Marie, podle návrhů Führicha, Scheiwla, Trenkwalda, Lhoty a Krannera). Pro tentýž chrám maluje ještě okna s tématem Nejsvětější Trojice s klečícími Karlem IV. a Eliškou Pomořanskou v postranních oknech. Tato byla při přestavbách vybourána a osazena v letech 1901–1902 v kostele Nejsvětější Trojice v Mešně u Rokycan. Další mimořádnou zakázkou byla okna pro presbytář katedrály sv. Ducha v Hradci Králové. Podle návrhů hradeckého rodáka Scheiwla provedl Quast v letech 1864–1865 tři okna o výšce 15 metrů. Pro farní kostel ve Vimperku zhotovil Quast okna s postavami Panny Marie a Krista, která byla oceněna r. 1873 na světové výstavě ve Vídni a o rok později darována kostelu objednavatelem Wilhelmem Kralikem a osazena. Další významné sklomalby jsou v rodinné hrobce Kraliků v Horní Vltavici. Pro zámeček v Adolfově maloval okna s ornamentálním dekorem a centrálními motivy ptactva. Pro měšťanské domy jsou doložena okna s nacionální tematikou (Jan Hus, Jan Amos Komenský, Jan Žižka, Jiřík z Poděbrad).

### Vědecká ilustrace
Vědecká ilustrace Jana Zachariáše Quasta zahrnuje veliké množství motýlů, brouků, pavouků, much, atd., převážně malovaných na porcelánu. Jako vědeckou je možno ji hodnotit z entomologického hlediska pro naprostou věrnost předloze do nejmenšího detailu. Jeho úmyslem ovšem nebyla prvoplánově vědecká dokumentace, těšila ho dekorativnost tématu. Zaplňoval porcelánové tácy , desky, talíře desítkami až stovkami jedinců bez zájmu o taxonomii , druhovou příbuznost, atd. Jeho virtuozní provedení a okouzlující barevnost však řadí tuto oblast k vrcholům jeho tvorby.

### Kopistické práce
Kopistické práce prováděl Quast na porcelánu i skle, snad často na přímou objednávku. Kopíroval slavné předlohy Corregia, Rembrandta, Reniho či Dolciho, ovšem i téměř současníků Rethela, Retzsche, Führicha, či Makarta. Zřejmě jako úlitbu mocným portrétoval císaře Františka Josefa I., korunního prince Rudolfa, císařovnu Alžbětu, arcivévodu Karla Ludvíka Rakousko-Těšínského, maršála Radeckého, bána Jelačiče a jiné. Tyto portréty prováděl snad výhradně podle grafických předloh nebo fotografií, barevnost patrně tvořil dle své úvahy.

### Hodnocení díla
Většina Quastových prací vyniká technikou, které i ve světě mohlo konkurovat jen málo malířů. Doteky štětce jsou často o velikosti desetin milimetru. Podstatnou vadou jeho portrétů jsou většinou v chvatu provedené ruce, zřejmě množství zakázek vedlo k tomu, že obličej vypracoval dokonale a ostatní poněkud odbyl. Je zde i možnost, že provedení těchto podružných prací svěřoval někdy členům rodiny, jak tomu bylo často v renesančních a barokních malířských dílnách. V kresbě tužkou byl perfektní, v akvarelu mistrovský, pouze jeho olejomalby (kterým se ani moc nevěnoval) jsou často suché, neživotné.

## Quastovy práce ve sbírkách
- Prácheňské muzeum v Písku (cca 100 prací)
- Západočeské muzeum v Plzni (cca 40 prací)
- Uměleckoprůmyslové muzeum v Praze (cca 40 prací)
- Národní muzeum v Praze, (cca 11 prací, mj. vzácný autoportrét či tabatěrka s portrétem maršála Václava Radeckého)
- Ostatní instituce a soukromí sběratelé v českých zemích vlastní po několika malbách (Jihočeské muzeum v Českých Budějovicích, Uměleckoprůmyslové muzeum v Brně, KVU v Olomouci, muzea ve Strakonicích, Kašperských Horách, Sušici, státní zámky v Zákupech, Jánský vrch, a jiní. V zahraničí pak muzeum v Ansbachu, Staatsgemaeldesammlungen München, jednotlivé exempláře pak v USA, Rakousku apod.)

## Galerie

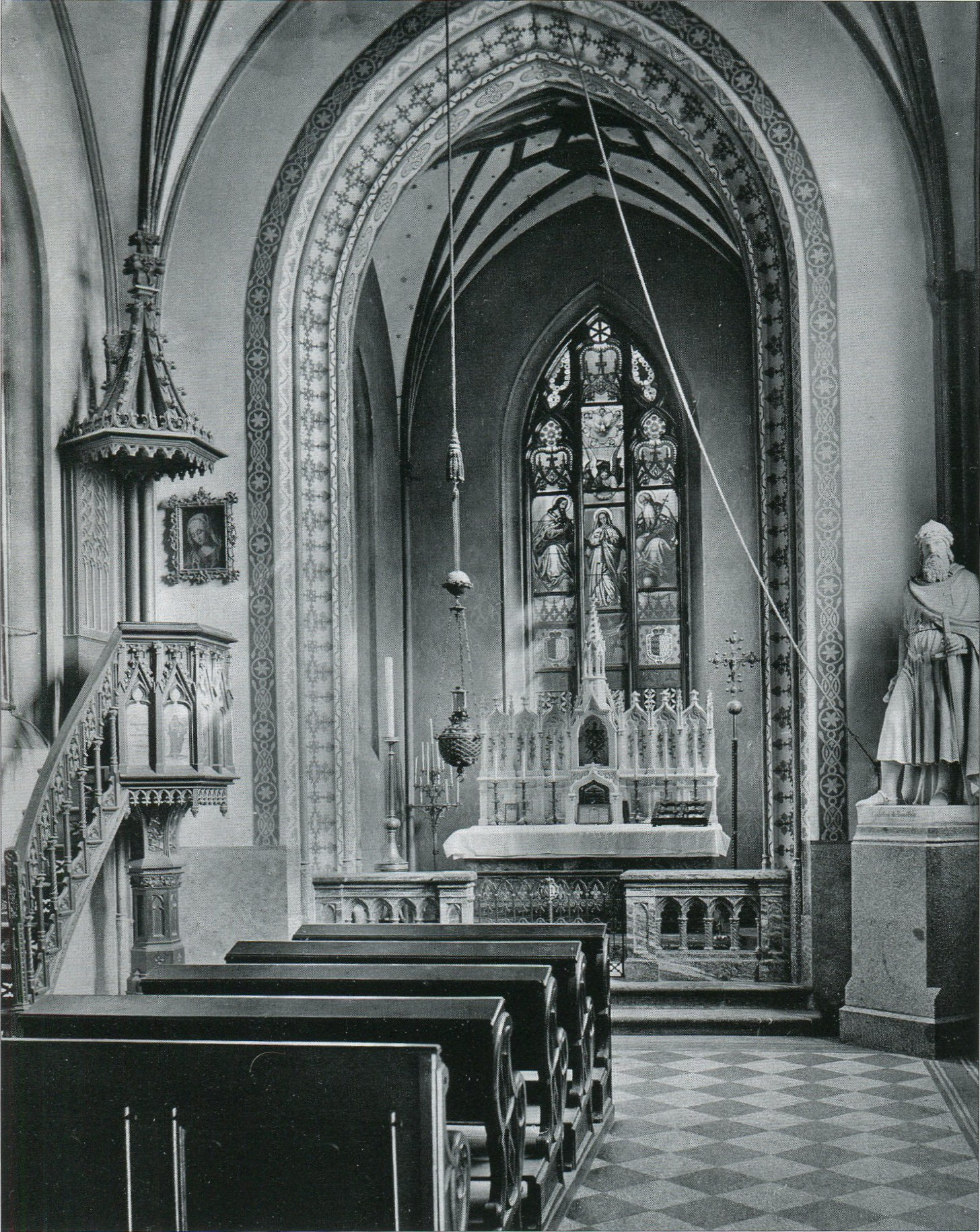
Vitráž na téma Korunovace Panny Marie v zámecké kapli na Sychrově, kterou podle provedl Quast (foto Jindřich Eckert)
Portrét dvou sourozenců - Malba na porcelánu 1854
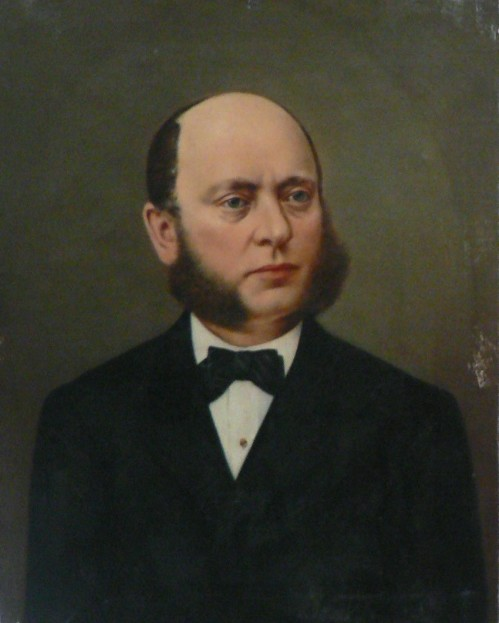
Portrét muže
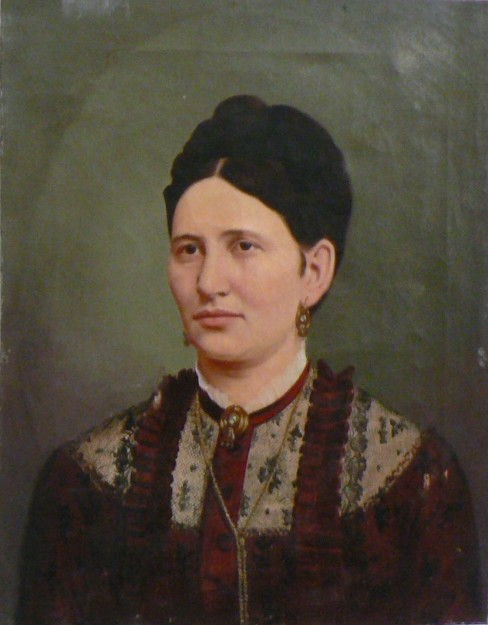
Portrét ženy
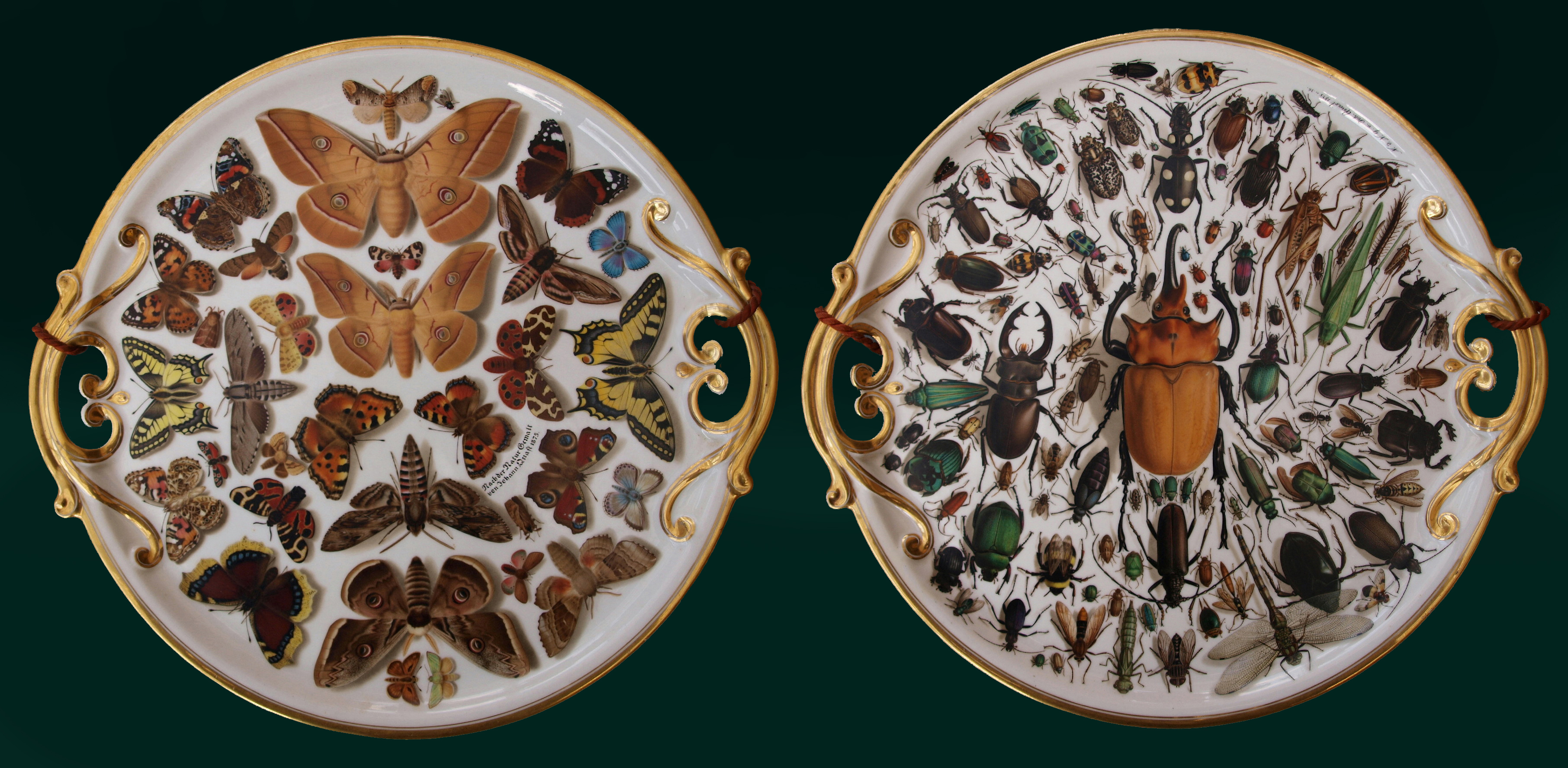
Malba na porcelánu - Motýly a Brouci (1875–1876)
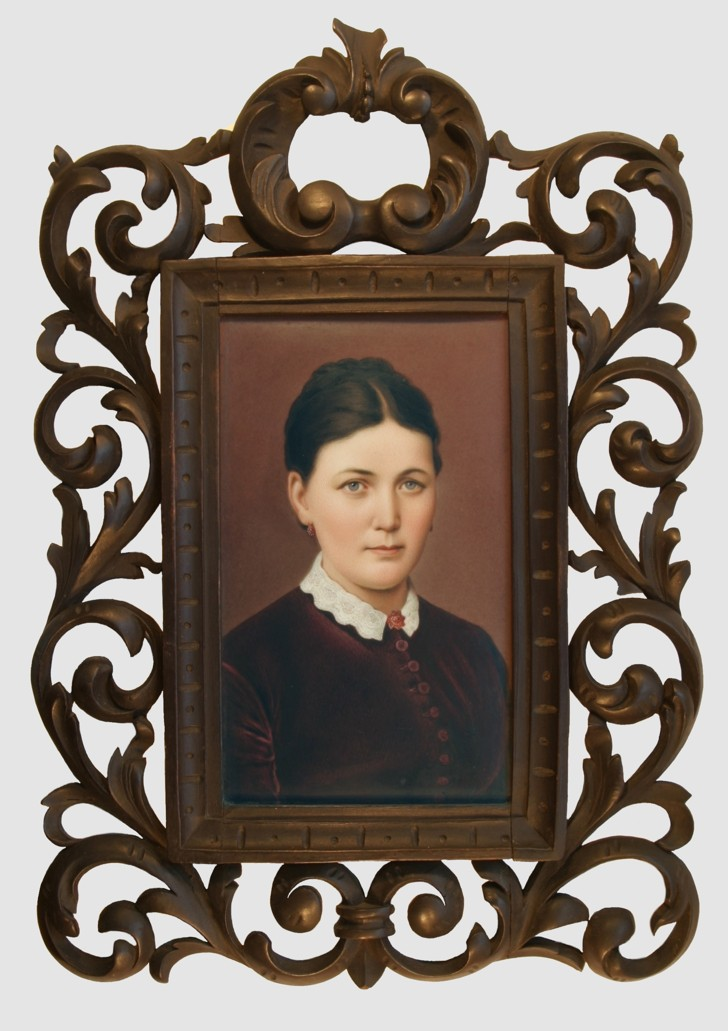
Podobizna Karoliny, dcery J. Z. Quasta, 1884
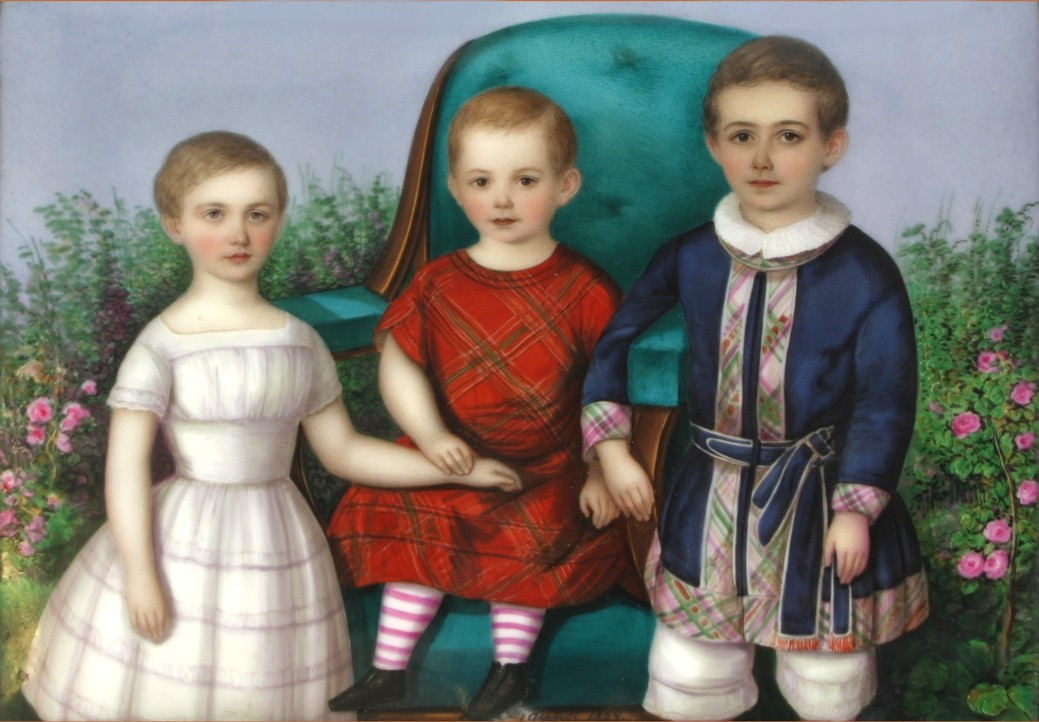
Podobizny dvou chlapců a děvčátka v zahradě, 1854
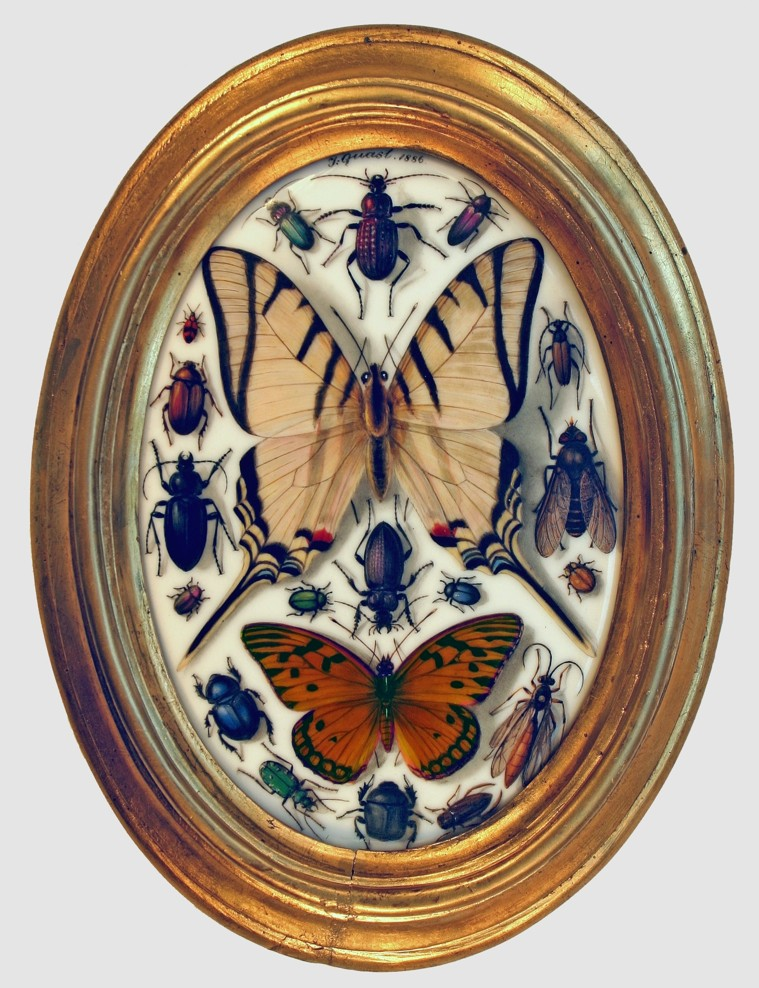
Motýli a brouci, 1886

## Zajímavosti
- Podle svědectví Lori Šomkové portrétoval i Karla Hynka Máchu, jakou technikou se neví, portrét je nezvěstný.[12]
- V roce 1882 přinesl tisk zprávu, že si Quast v Sušici ochočil vydru, kterou dostal jako mládě při cestách po Šumavě.[13]